# NFATC2IP
NFATC2IP (англ. Nuclear factor of activated T-cells 2 interacting protein) – білок, який кодується однойменним геном, розташованим у людей на 16-й хромосомі. Довжина поліпептидного ланцюга білка становить 419 амінокислот, а молекулярна маса — 45 817.
| 10         |  | 20         |  | 30         |  | 40         |  | 50         |
| ---------- |  | ---------- |  | ---------- |  | ---------- |  | ---------- |
| MAEPVGKRGR |  | WSGGSGAGRG |  | GRGGWGGRGR |  | RPRAQRSPSR |  | GTLDVVSVDL |
| VTDSDEEILE |  | VATARGAADE |  | VEVEPPEPPG |  | PVASRDNSNS |  | DSEGEDRRPA |
| GPPREPVRRR |  | RRLVLDPGEA |  | PLVPVYSGKV |  | KSSLRLIPDD |  | LSLLKLYPPG |
| DEEEAELADS |  | SGLYHEGSPS |  | PGSPWKTKLR |  | TKDKEEKKKT |  | EFLDLDNSPL |
| SPPSPRTKSR |  | THTRALKKLS |  | EVNKRLQDLR |  | SCLSPKPPQG |  | QEQQGQEDEV |
| VLVEGPTLPE |  | TPRLFPLKIR |  | CRADLVRLPL |  | RMSEPLQSVV |  | DHMATHLGVS |
| PSRILLLFGE |  | TELSPTATPR |  | TLKLGVADII |  | DCVVLTSSPE |  | ATETSQQLQL |
| RVQGKEKHQT |  | LEVSLSRDSP |  | LKTLMSHYEE |  | AMGLSGRKLS |  | FFFDGTKLSG |
| RELPADLGME |  | SGDLIEVWG  |  |            |  |            |  |            |

A: Аланін

C: Цистеїн

D: Аспарагінова кислота

E: Глутамінова кислота

F: Фенілаланін

G: Гліцин

H: Гістидин

I: Ізолейцин

K: Лізин

L: Лейцин

M: Метіонін

N: Аспарагін

P: Пролін

Q: Глутамін

R: Аргінін

S: Серин

T: Треонін

V: Валін

W: Триптофан

Кодований геном білок за функцією належить до фосфопротеїнів. 
Задіяний у таких біологічних процесах, як альтернативний сплайсинг, метилювання. 
Локалізований у цитоплазмі, ядрі.